# Deduktivní databáze
Deduktivní databáze neboli správně deduktivní databázový systém je databázový systém, který dokáže provádět dedukce založené na faktech a pravidlech uložených v (deduktivní) databázi. Jazyk typicky používaný ke specifikaci faktů (statická data, základní informace), pravidel (návod jak odvodit data, která nejsou explicitně
uložena) a dotazů (výraz jehož výsledkem jsou nalezená a odvozená data) v deduktivních databázích je Datalog. Deduktivní databáze jsou výsledkem snahy kombinovat logické programování s relačními databázemi za účelem vytvořit systém, který podporuje mocný formalismus (s vyjadřovacími schopnostmi
logických programovacích jazyků) a je stále rychlý a schopný pracovat s velmi rozsáhlými objemy dat. Deduktivní databáze zatím nenalezly uplatnění mimo akademický svět, nicméně některé z jejich konceptů jsou použity v dnešních relačních databázích a to za účelem podpory pokročilých rysů posledních SQL standardů.